# Koriukivka
Koriukivka (tiếng Ukraina: Коррківка) là một thành phố của Ukraina. Thành phố này thuộc tỉnh Chernihiv. Thành phố này có diện tích ? km2, dân số theo điều tra dân số năm 2001 là 14318 người.